# Траверзара (Равена)
Траверзара је насеље у Италији у округу Равена, региону Емилија-Ромања.
Према процени из 2011. у насељу је живело 486 становника. Насеље се налази на надморској висини од 4 м.